# Agustín Canobbio
Agustín Canobbio Graviz (ur. 1 października 1998 w Montevideo) – urugwajski piłkarz pochodzenia włoskiego występujący na pozycji skrzydłowego, reprezentant Urugwaju, od 2022 roku zawodnik brazylijskiego Athletico Paranaense.
Jego ojciec Osvaldo Canobbio również był piłkarzem.